# 요한 슈나이더아만

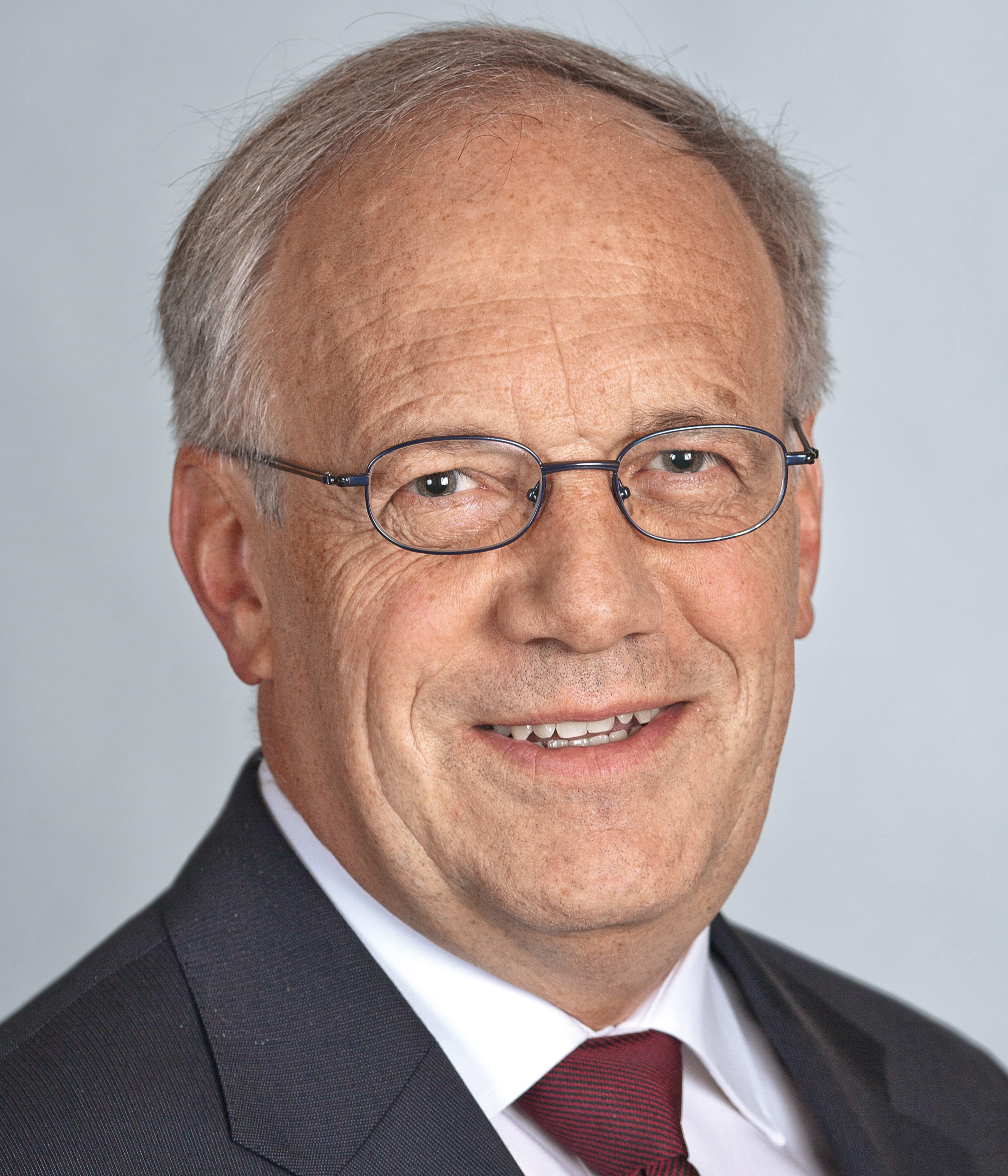
요한 슈나이더아만

요한 슈나이더아만(독일어: Johann Schneider-Ammann, 베른주 주미스발트, 1952년 2월 18일 ~ )은 스위스의 기업인 겸 정치인이다. 소속 정당은 스위스 자유민주당이다. 1977년 취리히 연방 공과대학교 전기공학과를 졸업했고, 1983년 프랑스 인시아드(INSEAD)에서 경영학 석사 학위를 취득했다. 1999년 스위스 국민의회 의원으로 선출되었다.2016년 1월부터 12월까지 스위스 연방의 대통령이었다.